# Ludwig Mittler
Ludwig Mittler (siglo XIX) fue un botánico, taxónomo, cactólogo alemán.

## Algunas publicaciones
- Taschenbuch für Cactusliebhaber (Resumen para los amantes del cactus), 2 v. 124 p. Leipzig 1844

- Gattungen und arten der cacteen. Ed. F. Andrä, 98 p. 1841

## Honores

### Epónimos
- (Cactaceae) Rhipsalis mittleri C.F.Först.[3]

- La abreviatura «Mittler» se emplea para indicar a Ludwig Mittler como autoridad en la descripción y clasificación científica de los vegetales.[4]